# Таганрог (метеостанция)
Метеостанция «Таганрог» — учреждение, созданное для проведения метеорологических наблюдений. Современный адрес: улица Шевченко, 143, город Таганрог Ростовской области.

## История
В мае 1815 года в Таганроге была открыта первая в Приазовье гидрометеорологическая станция. Это стало возможным благодаря развитию города как крупного порта. Она работала при Таганрогской мужской гимназии до апреля 1833 года. Данные, получаемые в ходе исследований, публиковались в местных открытых источниках. Так, в 1865 год упоминается средняя и максимальная температура воздуха в Таганроге в «Памятной книге Таганрогского градоначальства».
В 1870-х годах метеостанция «Таганрог» располагалась уже в районе Флагманского спуска. В 1880 году переместилась на маячный двор после того, как был сооружен маяк. Там метеостанция находилась на протяжении почти столетия. Со временем учреждение совершенствовало свое оборудование и способы передачи наблюдений. В XVII веке у учреждения были очень примитивные средства. Собранная информация вначале передавалась в портовую контору, затем при помощи специальных сигнальных флажков информация поступала стоящим на рейде судам. Когда был изобретен телеграф, информационные сводки стали поступать в ближайшие порты. О погоде информировали 8 раз в сутки, о состоянии моря — трижды в сутки. Сохранились журналы наблюдений, по которым видно, что наблюдения записывались каллиграфическим почерком, фиксировалась информация про количество осадков, поверхность моря и температуру воздуха. В начале XX века для нужд метеостанции стали использовать радио. Работа учреждения приостанавливалась в декабре 1917 года после Октябрьской революции и в декабре 1921 года во время Гражданской войны.
Метеостанция в Таганроге приостанавливала свою работу во время оккупации города с октября 1941 года по август 1943 года. В 1970-х года метеостанция стала располагаться по улице Шевченко, 143, где находится и в XXI столетии. Она располагается на участке размером 26 х 26 метров. Там наблюдения проводят при помощи психометрических будок, датчиков ветра и «умных приборов». Станция проводит многочисленные наблюдения : морские прибрежные, радиометрические, актинометрические, также осуществляется мониторинг фонового загрязнения окружающей среды. Полученные результаты передаются в гидрометцентр, и гидрометбюро. В штате работает 8 человек.
По состоянию на 2015 год специалисты метеостанции в Таганроге изучают режим моря в прибрежной зоне, заняты мониторингом загрязнений воздуха. Для исследований используются дистанционные способы. Информация, которую получают со станции «МГ-Ц Таганрог» используется при составлении прогнозов по территории всей Ростовской области. В 2015 году учреждение отмечало 200 лет с момента начала работы.